# 西藏和平解放纪念碑

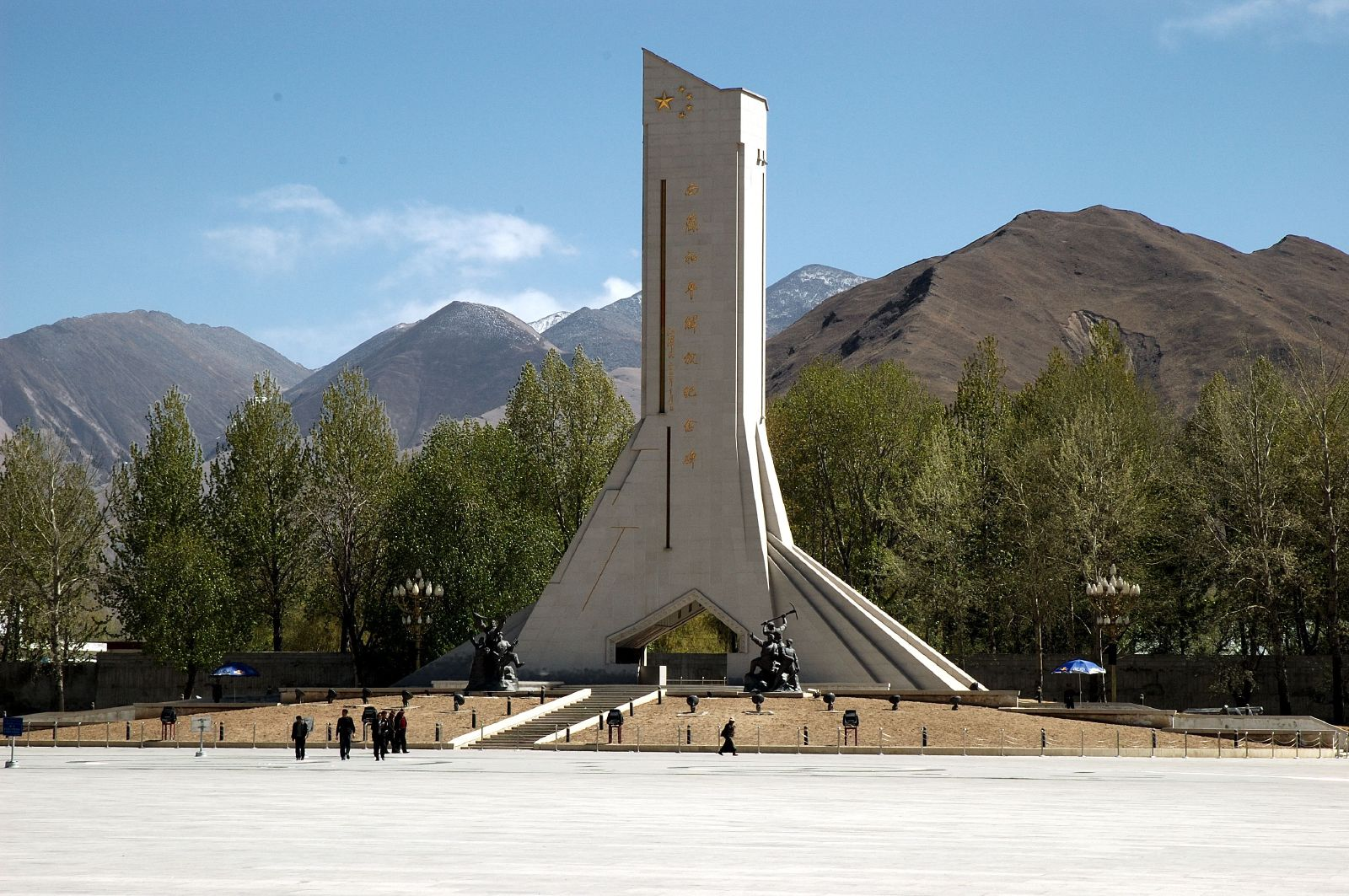
白天的纪念碑

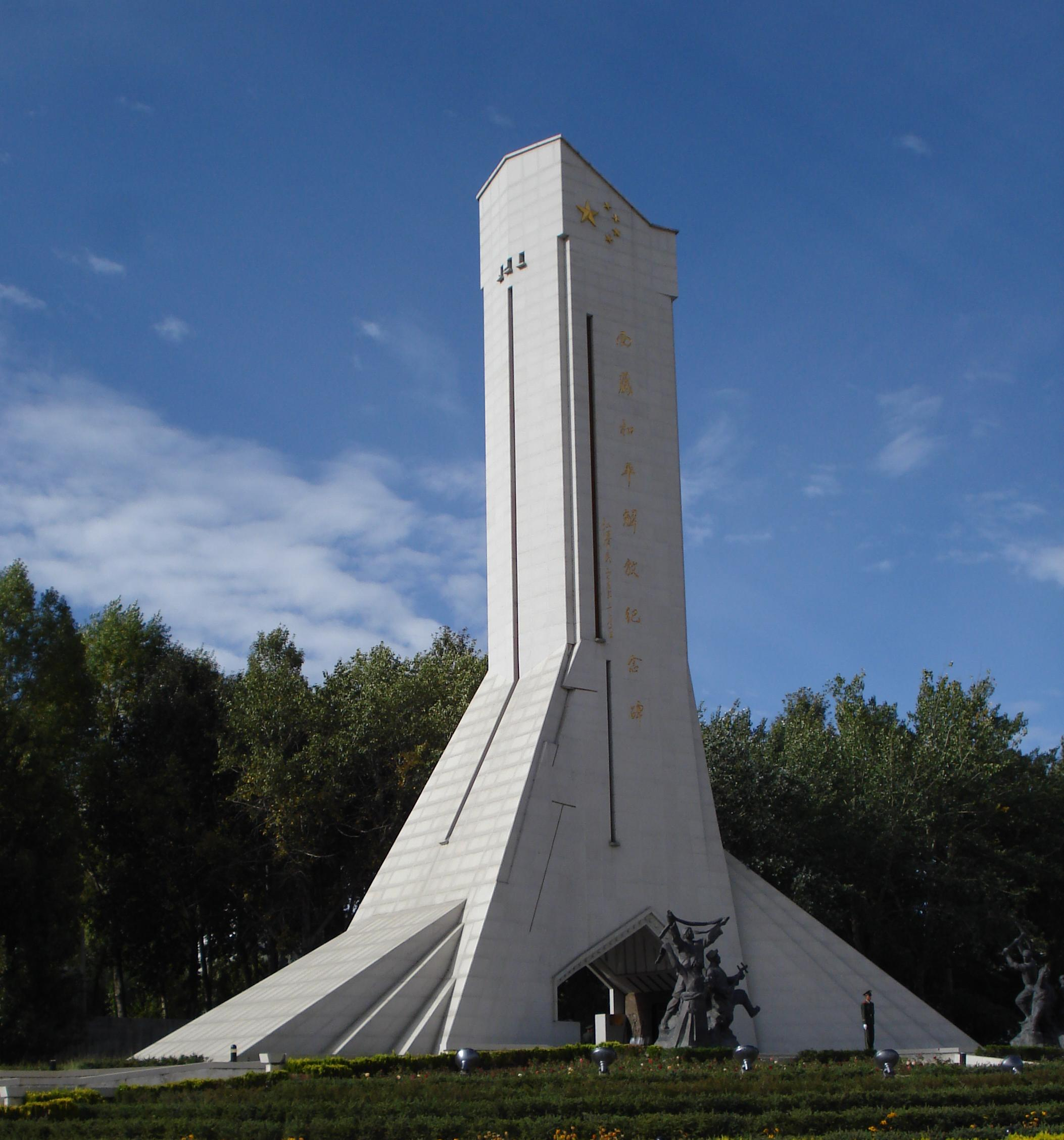
纪念碑近景

西藏和平解放纪念碑是位于中华人民共和国西藏自治区首府拉萨市的一座纪念碑。
该纪念碑建成于2002年5月22日，坐落于拉萨市布达拉宫广场南端，正对广场北端的布达拉宫和中华人民共和国国旗。碑名“西藏和平解放纪念碑”由中共中央总书记、国家主席、中央军委主席江泽民于2001年10月1日题写。2001年7月18日，中共中央政治局常委、国家副主席胡锦涛在西藏和平解放50周年庆祝活动期间率中央代表团亲自参加了纪念碑奠基仪式。
纪念碑由东南大学教授齐康设计。纪念碑的造型为抽象的珠穆朗玛峰，碑高37公尺，碑体呈灰白色。碑顶为中华人民共和国国旗上的五星图案。碑内设有陈列馆。碑体南侧刻有碑文，采用藏汉两种文字，其中中文如下：
公元一九五一年五月二十三日，《中央人民政府和西藏地方政府关于和平解放西藏办法的协议》在北京签订。人民解放军进军西藏，驱逐帝国主义势力，西藏和平解放。从此，西藏进入从黑暗走向光明、从落后走向进步、从贫穷走向富裕、从专制走向民主、从封建走向开放的新时代。
一九五九年，西藏平息叛乱，实行民主改革，废除政教合一的封建农奴制度，百万农奴翻身解放，当家作主。一九六五年，成立西藏自治区，实现民族区域自治，走上社会主义道路。改革开放后，经济快速发展，文化日益繁荣，社会祥和进步，人民安居乐业。
值西藏和平解放五十周年，谨立此碑，以志先烈，永昭后世。
西藏自治区人民政府

公元二〇〇一年七月十八日

## 相关图片

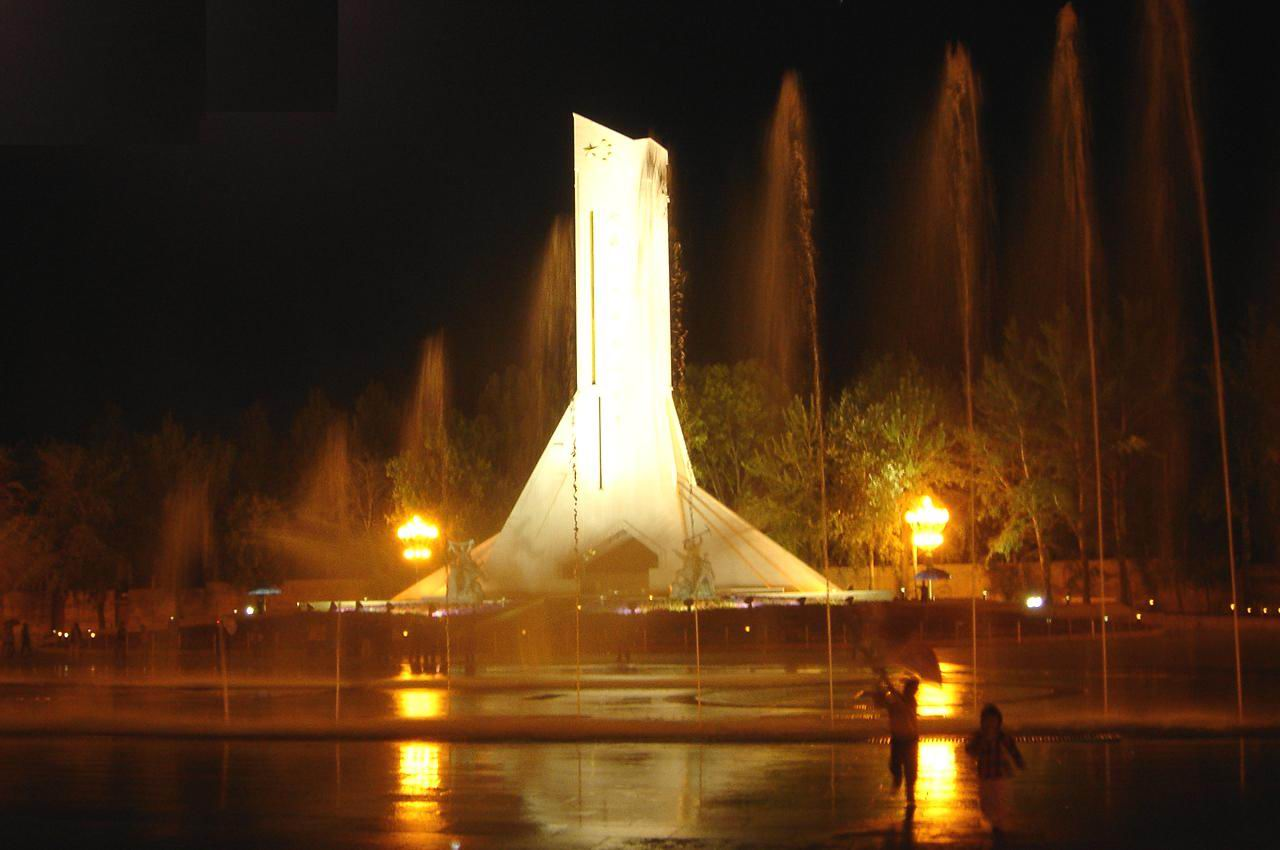
夜晚的纪念碑
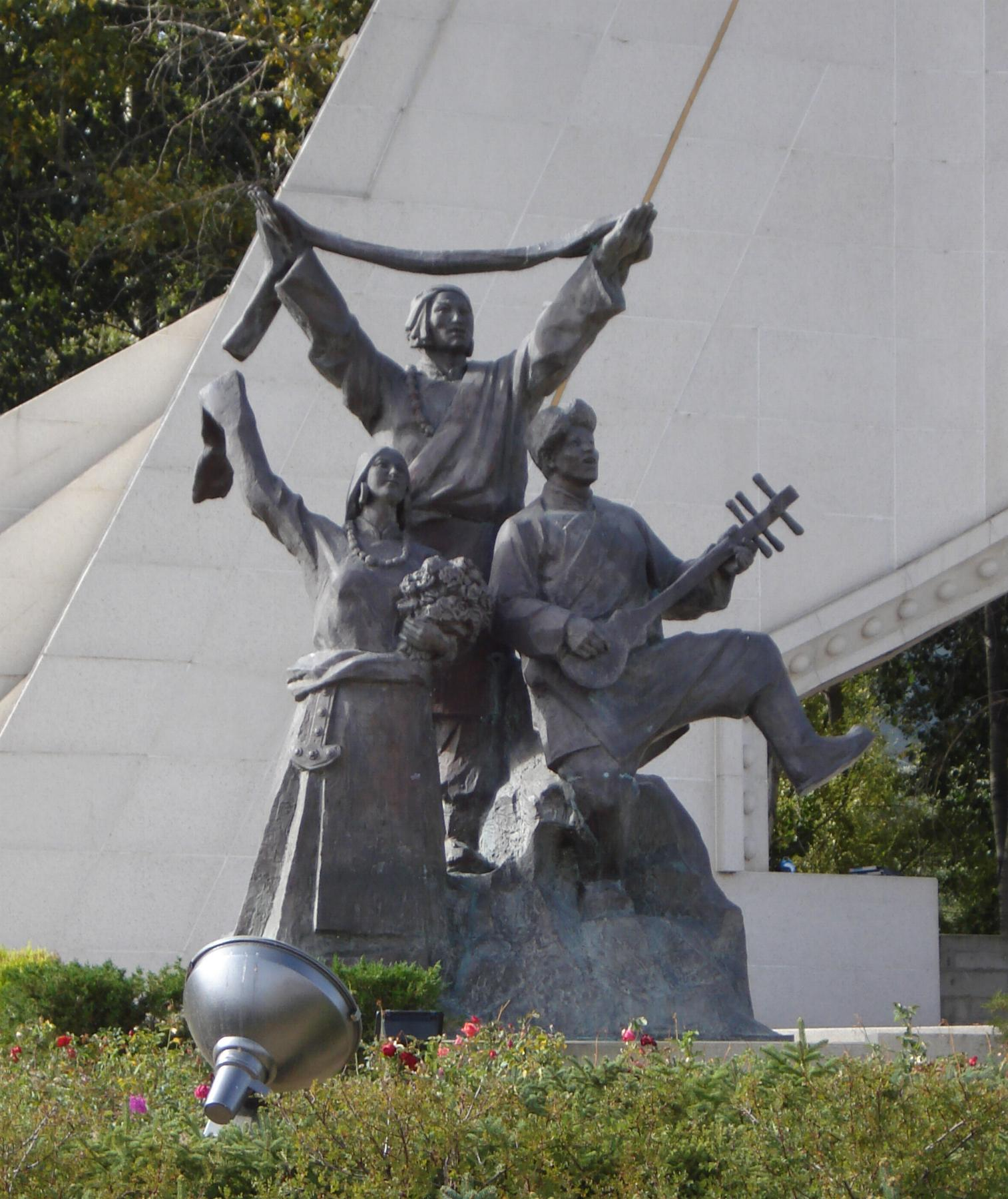
纪念碑脚下的雕塑
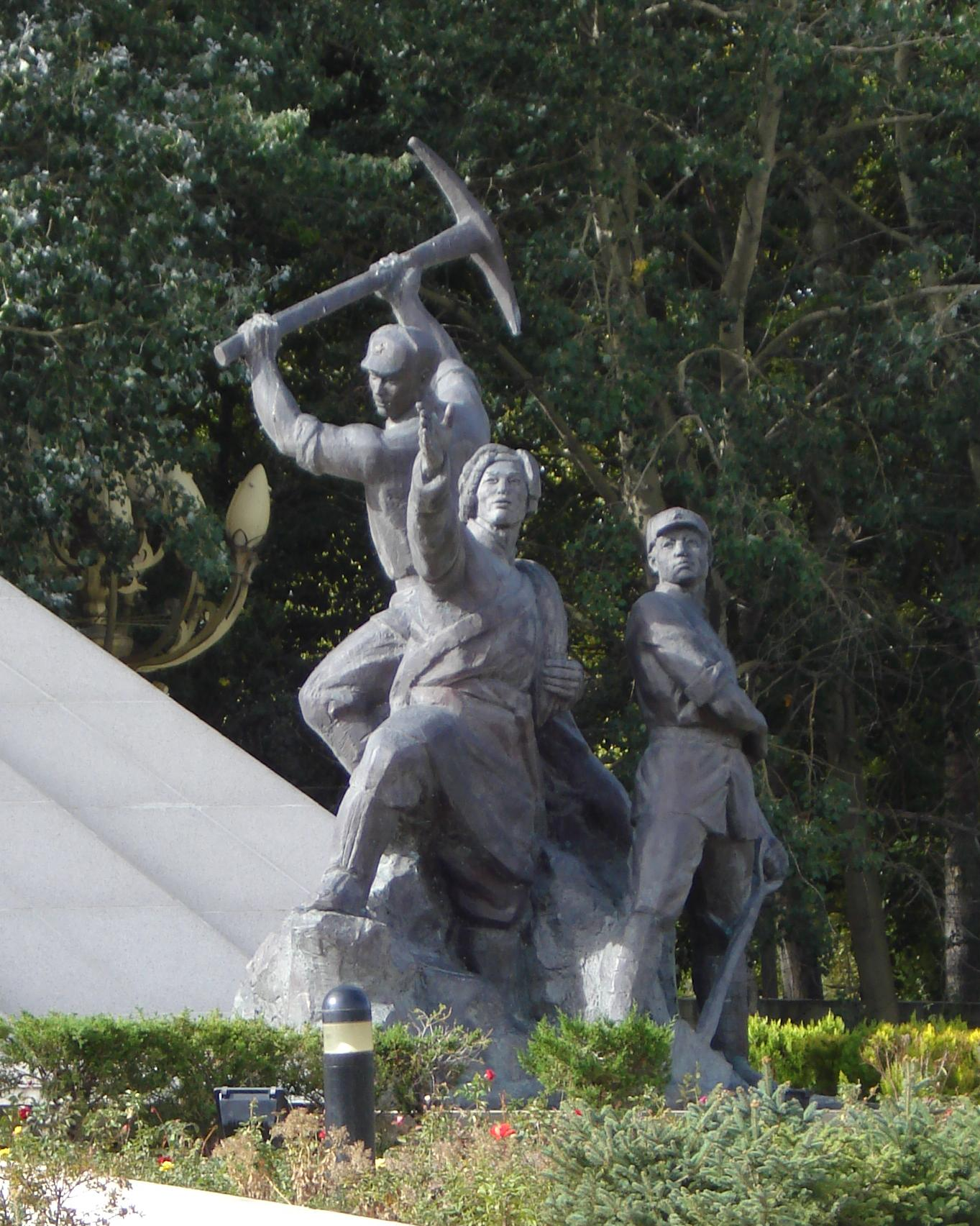
纪念碑脚下的雕塑

## 评价
中央代表团副团长王兆国在奠基仪式上指出：“西藏和平解放纪念碑的建立，是对西藏和平解放这一中国现代史上重大历史事件的永久纪念。”
藏族作家唯色认为，其与布达拉宫相对“深深地刺痛了藏人的心”。